# Karin Arrhenius
Karin Sofia Arrhenius, född 27 december 1972 i Östra Tollstads församling, Mjölby, är en svensk manusförfattare. Arrhenius nominerades 2010 till en Guldbagge för manuset till filmen Flickan.
Karin Arrhenius utbildade sig 2001–2004 vid Dramatiska Institutet i Stockholm. Hon har blivit uppmärksammad för sitt manusarbete till filmerna Flickan (2009) och Faro (2013), båda regisserade av Fredrik Edfeldt.
Arrhenius har tre barn har levde tidigare tillsammans med Fredrik Edfeldt.

## Filmografi (i urval)
- 2003 – Berglunds begravningar (TV-serie)
- 2007 – Ett öga rött, regi Daniel Wallentin
- 2009 – I skuggan av värmen, regi Beata Gårdeler
- 2009 – Flickan, regi Fredrik Edfeldt
- 2013 – Faro, regi Fredrik Edfeldt
- 2023 – Händelser vid vatten (TV-serie)
- 2025 – Vi på Saltkråkan (TV-serie)